# Ford Motor Company
Ford Motor Company (oziroma krajše Ford) je ameriška multinacionalka in tretji največji proizvajalec avtomobilov na svetu, glede na prodajo v letu 2005. Bazirano je v kraju Dearborn (Michigan), predmestju Detroita. Ford je ustanovil Henry Ford leta 1903. Podjetje ima v lasti mnoge globalne znamke, Lincoln in Mercury v ZDA, Jaguar, Aston Martin in Land Rover v Veliki Britaniji ter Volvo na Švedskem. V lasti ima tudi tretjinski delež Mazde.
Ford je bil eno od petstotih največjih korporacij na svetu glede na prihodek v letu 1999 in ena od korporacij z največjim profitom. Toda v zadnjih letih ni bilo več tako uspešno, saj ni povečalo tržnega deleža v ZDA vse od leta 1995.
Ford je vpeljal nove metode za vele proizvodnjo avtomobilov in vodstvo industrijske delovne sile, posebej pa je bil uspešen na področju proizvodnje z uporabo tekočega traku. Henry Fordova kombinacija zelo učinkovitih tovarn, dobro plačanih delavcev in poceni proizvodnje je od leta 1914 v svetu znana kot fordizem.

## Zgodovina

### 20. stoletje
Henry Ford je prvi poskus z avtomobilskim podjetjem pod svojim imenom je bilo Henry Ford Company, 3. novembra 1901, ki je postalo Cadillac Motor Company, 22. avgusta 1902, ko je Ford zapustil, s pravicami do njegovega imena.

## Poslovne zadeve

### Nadzorni svet in uprava
Člani nadzornega sveta podjetja Ford od leta 2012 naprej so: Richard A. Gephardt, Stephen Butler, Ellen Marram, Kimberly Casiano, Alan Mulally (Predsednik in CEO), Edsel Ford II, Homer Neal, William Clay Ford Jr. (Executive Chairman), Jorma Ollila, Irvine Hockaday Jr., John L. Thornton, in William Clay Ford, Sr. (Director Emeritus).
Člani uprave so: Lewis Booth (Executive Vice President, Chairman (PAG) in Ford of Europe), Mark Fields (Executive Vice President, President of The Americas), Donat Leclair (Executive Vice President and CFO), Mark A. Schulz (Executive Vice President, President of International Operations), in Michael E. Bannister (Group Vice President; Chairman & CEO Ford Motor Credit). Paul Mascarenas (Vice President of Engineering, The Americas Product Development)

### Poslovni rezultati
Leta 2010 je Ford posloval z dobičkom v vrednosti 6,6 miljarde dolarjev in zmanjšal dolg podjetja iz 33,6 miljard na 14,5 miljard dolarjev in tako zmanjšal stroške obresti za miljardo dolarjev in tako še izboljšal rezultat leta 2009, ko so poslovali z dobičkom v vrednosti 2,7 miljarde dolarjev. V ZDA je bilo leta 2010 najbolje prodajano vozilo serije F. Prodali so 528349 poltovornjakov serije F, kar je 27,7% povečanje glede na leto 2009. Celotna prodaja vozil je znašala 1,9 milijona, torej je bilo vsako četrto vozilo iz serije F.
</ref> In the U.S., the 
Prodaja poltovornjakov ima zelo velik delež pri dobičku Forda.
Fordovo prestrukturiranje je vključevalo prodajo hčerinskega podjetja Hertz Rent-a-Car družbi z zasebnim kapitalom za $15 miljard dolarjev. Prodaja je bila zaključena 22 decembra, 2005.

## Poslovanje
Ford ima tovarne po celem svetu. Ima tovarne v ZDA, Kanadi, Mehiki, na Kitajskem, v Združenem kraljestvu, Nemčiji, Turčiji, Braziliji, Argentini, Avstraliji in Južni Afriki. Sodeluje tudi z ruskim proizvajalcem GAZ.

### Severna Amerika
V prvih petih mesecih leta 2010 je glede na leto 2009 prodaja vozil v ZDA narasla za 17% na 4,6 milijona vozil in poltovarnjakov. Povečanje je v večini zaradi preloženih nakupov zaradi recesije v letu 2009. Prodaja posameznim kupcem se je povečala za 13%, prodaja večjim kupcem pa za 32%.

Prodaja pri večjih kupcih se je povečala za 37% takoj ko je Ford objavil povečanje prodaje za 23%

V prvih sedmih mesecih 2010 se je prodaja povečala za 24% vključujoč tako maloprodajo kot veleprodajo. Prodaja večjim kupcem se je v enakem obdobju povečala za 35% na 386000 vozil, medtem ko se je prodaja posameznim kupcem povečala za 19%.

### Evropa
Na začetku sta Ford Nemčija in Ford Velika Britanija proizvajali različne modele vozil do konca šestdesetih 20. stoletja. Le Ford Escort in Ford Capri sta si bila enaka. Kasneje sta si enaka postala Ford Taunus in Ford Cortina seveda eden z volanom na levi, drugi na desni. Racionalizacija proizvodnje je pomenila, da se je veliko modelov začelo proizvajati izven Velike Britanije npr. v Belgiji, Španiji in Nemčiji.
Leta 1982 je Ford Sierra zamenjal modela Taunus in Cortina, kar je vzbudilo veliko kritik.
Ford je šel korak naprej s prodajo modelov Mondeo, Focus in Fiesta po celem svetu, vendar se razen modela Focus v ZDA niso prijeli. Ob predstavitvi leta 2000 je bil model Focus najbolj prodajano vozilo v ZDA v svojem razredu.
Februarja 2002, je Ford po devetdesetih letih končal proizvodnjo osebnih vozil v Veliki Britaniji. Ostala je proizvodnja Transita v tovarni v Southamptonu, motorjev v Bridgendu in Dagenhamu ter menjalnikov v Halewoodu. Ravoj evropskega Forda je bil razdeljen med Dunton in Essex (pogonski sklop, Fiesta/Ka in komercialna vozila) in Cologne (karoserija, šasija, električni deli, Focus, Mondeo) v Nemčiji. Ford je proizvajal tudi komercialna vozila iz skupine Thames, čeprav se to ime ni uporabljalo že od leta 1965. Drugod v kontinentalni evropi Ford proizvaja Mondea v Genk (Belgija), Fiesto v Valenciji (Španija) in v Cologne (Nemčija), model Ka in Focus v Valenciji, v Saarlouis(Nemčija) in Vsevolozhsk (Rusija). Model Transit se proizvaja v Kocaeli (Turčija), Southampton (Velika Britanija) in Transit Connect v Kocaeliju.
Ford proizvaja tudi v Turčiji, na Portugalskem in v Romuniji.
24. oktobra 2012 je Ford naznanil za bo do leta 2014 zaprl tovarno v Genku, Belgija.

### Daljni vzhod in države ob Pacifiškem oceanu
Ford je odprl prvo joint venture tovarno na Kitajskem leta 2001. To je šest let po otvoritvi GM in več kot 10 let po otvoritvi Volkswagneove tovarne na Kitajskem. Leta 2013 je povečal proizvodne zmogljivosti na 600.000 na leto. Ford ima na Kitajskem 2,5% tržni delež.
V Avstraliji in Novi Zelandiji je popularen Fold Falcon. S svojim tekmecem Holden Commodore sta vozilna modela in predstavljata 20% vsega trga osebnih vozil. Po nakupu deleža v japonskem proizvajalcu Mazda leta 1979 so začeli ponujati tudi Mazdo 323 in Mazdo 626 kot Ford Laser in Ford Telstar kot nadomestilo za prejšnja Ford Escort in Cortina.
Ford je kupil tudi delež v Južnkorejskem proizvajalcu Kia ampak ga je kasneje prodal podjetju Hyundai.
V aziji je Ford prisoten v Maleziji, Singaporju, Honk Kongu, Filipih ,Tajvanu in Tajskem.

### Ford Japonska
Ford je ustanovil proizvodni obrat v pristaniškem mestu Jokohama v februarja 1925, ko so  sestavljali vozila Model T z uvoženimi knock-down kiti. Tovarna, je proizvedla 10.000 Model A do leta 1936. Proizvodnja se je ustavila leta 1940 kot posledica političnih napetosti med Japonsko in Združenimi državami Amerike.
Po drugi svetovni vojni, Ford ni bil prisoten na Japonskem, saj je Fordov objekt prisvojila japonska vlade do leta 1958, ko je bilo premoženje vrnjeno in postalo center za raziskave in razvoj za Fordov partner Mazda . Leta 1979 je Ford pridobil 24,5% lastniški delež v Mazdi, leta 1982 pa sta Ford in Mazda skupaj ustanovili prodajni kanal za prodajo Fordovih izdelkov na Japonskem, vključno vozil, izdelanih v Severni Ameriki, prek prodajne mreže imenovane Autorama (Japonska). Prodajni kanal Autorama je preimenovala leta 1997 v Ford SAles of Japan. [52]
Vozila, prodana na Autorama lokacijah so bili severnoameriški  Ford Explorer, Probe (1989-1998), Mustang, Taurus (1989-1997), Thunderbird (1990-1993), Lincoln Continental in Lincoln LS. Fordov izdelki, proizvedeni v Evropi, ki so bili prodani na Japonskem, so bili Ford Focus, Ka, Focus, Focus C-MAX, Fiesta in Galaxy. Mazda izdeluje vozila Ford na Japonskem in jih prodajajo kot Ford na lokacijah Autorama. Ti so Ford Telstar (Mazda Capella), Laser, Festiva, Festiva Mini Karavan, Ixion (Mazda Premacy), Freda (Mazda Bondo Friendee), Spectron (Mazda Bongo), in komercialna vozila J80 in J100 (Mazda Bongo poltovornjak).
Ford je leta 1996 povečal svoj delež v Mazdi na 33,4%. Ford trenutno prodaja manjšo paleto vozil na Japonskem, od oktobra 2010 Ford Mustang, Escape, Explorer (in Explorer poltovornjak), Ford Kuga, Lincoln Navigator in Lincoln MKX so na voljo na Japonskem. Ford ohranja regionalno pisarno v Minatu, Tokyo, Japonska.

### Južna Amerika
V večjem delu 20. stoletja, se Ford sooča z v protekcionističnimi vladnimi ukrepi v Južni Ameriki, kar pomeni, da je izdelovala različne modele v različnih državah, brez večjega posvečanja racionalizaciji in ekonomiji obsega, značilno za proizvodnjo vozil drugod. V mnogih primerih so vozila oblik drugih proizvajalcev. Na primer, modela Corcel in Del Rey so v Braziliji prvotno temeljila na Renaultovih vozilih.
Leta 1987 sta  Ford Brasil in Ford Argentine združila svoje poslovanje z brazilskim in argentinskim oddelkom koncerna Volkswagen, in ustanovili novo mešano podjetje, imenovano Autolatina s skupno paleto vozil. Prodajne številke so bile pod pričakovanji. Autolatina je razpadla v letu 1995. S prihodom Mercosurja, regionalnega skupnega trga, je Fordu končno uspelo racionalizirati svojo ponudbo v teh državah. Ford Fiesta in Ford Escort se proizvajata samo v Braziliji, Ford Focus le v Argentini, pri čemer vsak obrat izvaža v velikih količinah v sosednje države. Ford Brazilija proizvaja pick-up različico poltovornjak za Fiesto, Courier, ki se proizvaja tudi v Južni Afriki, kot Ford Bantam z volanom na desni strani.

### Afrika in Bližnji vzhod
V Afriki je prisotnost na trgu Fordov tradicionalno najmočnejša v Južni Afriki in v sosednjih državaha. Ford v Južni Afriki je začel z uvozom kitov iz Kanade, ki so jih sestavljali v tovarni v mestu Port Elizabeth. Kasneje je Ford dobavljal svoje modele iz Velike Britanije in Avstralije, z lokalnimi različicami Ford Cortina, vključno z XR6 z V6 motorjem 3.0 in na bazi Cortine "bakkie" ali pick-up, ki je bil izvažan v Veliko Britanijo. V sredini 1980-ih se je Ford združil s tekmecem  in tako nastane South African Motor Corporation (Samcor).
Po mednarodni obsodbi apartheida je Ford odšel iz Južne Afrike v letu 1988 in prodal svoj delež v Samcorju, čeprav je licenco za uporabo svoje blagovne znamke pustil pri družbi. Samcor je začel proizvajati tudi Mazde in nadomestil Escorta in Sierro nadomesti z laserjem in Telstar na Mazdini osnovi. Ford je kupil 45-odstotni delež v Samcorju po propadu apartheida leta 1994, in ta je kasneje postal spet v popolni lasti podružnice, Ford Motor Company v Južni Afriki. Ford zdaj prodaja lokalno različico limuzine Fiesta (enako kot v Indiji in Mehiki) in Focus. Model Falcon iz Avstralije so ponujali tudi v Južni Afriki dokler niso pričeli ponujati Mondea.
Prisotnost na trgu Fordov na Bližnjem vzhodu, je tradicionalno še manjša, delno zaradi prejšnjih arabskih bojkotov podjetij, ki poslujejo z Izraelom. Ford in Lincoln vozila se zdaj tržijo v desetih državah v regiji. [53] Savdska Arabija, Kuvajt in Združeni arabski emirati so največji trgi. Fordov distributer v Savdski Arabiji, je do leta 2003 prodal 100000 Fordov. Polovica vozil Ford / Lincoln, ki se prodajajo v tej državi, so bili Ford Crown Victoria. [55] Leta 2004 je Ford prodal 30.000 vozil v regiji in tekmuje z General Motorsom (88.852 vozil) in Nissan Motors (75.000 vozil).

## Produkti in storitve

### Avtomobili
Od leta 2012 Ford Motor Company prodaja v svetu široko paleto avtomobilov pod znamko Ford in v ZDA dodaten razpon luksuznih avtomobilov pod znamko Lincoln. Družba je v svoji zgodovini prodajala avtomobile pod številnimi drugimi znamkami. Blagovno znamko Mercury je Ford predstavil leta 1939 in je ostala v proizvodnji do leta 2011, ko so jo zaradi slabe prodaje ukinili. Leta 1958 je Ford predstavil znamko Edsel, toda slaba prodaja je že leta 1960 pripeljala do njene opustitve. Leta 1985 je Ford Europa na ameriškem trgu uvedel znamko Merkur, tudi ta je bila leta 1989 opuščena.
Leta 1989 Ford pridobi pod svoje okrilje britanskega proizvajalca športnih avtomobilov Aston martin, ki ga 12. marca 2007 proda vendar obdrži 15% delež. Leta 1999 Ford kupi švedski Volvo Cars in ga leta 2010 proda  Zhejiang Geely Holding Group.  Novembra 2008 zmanjša svoj  delež v japonski Mazdi iz kontrolnih 33,4% na 13,4% nekontrolni delež. 18. novembra leta 2010 je Ford še zmanjšal svoj lastniški delež na samo 3 %, kar naj bi omogočilo večjo prožnost za doseganje rasti na razvijajočih se trgih. Ford in Mazda ostajata strateška partnerja skozi izmenjavo tehnoloških informacij in skupnimi družbami vključujoč skupno ameriško tovarno v Flat Rock, Michigan imenovano tudi "Avto zavezništvo".
Marca 2008 Ford proda britanski družbi in znamki Jaguar ter Land Rover, indijski družbi Tata Motors.
V letu 2011 je J.D. Power uvrstil Ford na 23. mesto po kakovosti, padec s petega mesta v letu 2010. Consumer Reports magazine likewise decided not to recommend several new Ford SUVs, blaming the Sync entertainment and phone system used.
| Znamka       | Država izvora | Leta uporabe/v lasti | Trgi                           |
| ------------ | ------------- | -------------------- | ------------------------------ |
| Ford         | ZDA           | 1903 do sedaj        | Globalno                       |
| Lincoln      | ZDA           | 1922 do sedaj        | Severna Amerika, Srednji vzhod |
| Mercury      | ZDA           | 1939 do 2011         | Severna Amerika                |
| Edsel        | ZDA           | 1958 do 1960         | Severna Amerika                |
| Merkur       | ZDA           | 1985 do 1989         | Severna Amerika                |
| Jaguar       | GB            | 1989 do 2008         | Globalno                       |
| Aston Martin | GB            | 1989 do 2007         | Globalno                       |
| Volvo        | Švedska       | 1999 do 2010         | Globalno                       |
| Land Rover   | GB            | 2000 do 2008         | Globalno                       |

## Motošport
Formula 1
Ford je bil močno udeležen v svetu Formule 1 kot dobavitelj motorjev med sezonama 1967 in 2004. Motorje je razvijalo podjetje Cosworth, ki je bil v lasti Forda do leta 2004. Dirkalniki s Fordovimi motorji so med sezonama 1967 in 2003 zmagali na 176 dirkah z moštvi kot so Lotus in McLaren. Ford je vstopil v Formulo 1 kot konstruktor v sezoni 2000 z moštvom Jaguar Racing, po tem ko so kupili Stewart Grand Prix, moštvo s katerim so bili povezani že od leta  1997. Jaguar je imel v Formuli 1 zelo slabe uspehe  in po turbulentnih petih sezonah se je Ford umaknil s prodajo moštva Jaguar Racing Red Bullu in Coswortha Geralda Forsytheju in Kevinu Kalkhovnu po sezoni 2004.

## Okoljske pobude

### Stisnjen zemeljski plin
Alternativna vozila na fosilna goriva,so nekateri modeli Forda : Crown Victorie,zlasti vozila taksi služb. Delujejo na stisnjen zemeljski plin. 
Nekatera vozila imajo dvojni rezervoar,bencinski in pa plinski. Tako lahko preko izbirnega stikala menjamo gorivo.

### Prilagodljiva goriva za vozila
Ford Focus Flexifuel je bil prvi E85 prilagodljivo vozilo,na gorivo,primerno za evropski trg.
Prožne vozila goriva so namenjeni za nemoteno delovanje uporablja širok spekter na voljo etanol za gorivo mešanice, iz čistega bencina, na bioetanol, bencin mešanic, kot so E85 (85% etanola in 15% bencina) ali E100 (gladka vodni etanol) v Braziliji. Del izziva uspešnih marketinških vozil na alternativna goriva in prilagodljiv v ZDA, je splošno pomanjkanje vzpostavitev zadostnih nalivnih postaj, kar bi bilo nujno za ta vozila, da je privlačen za širok krog uporabnikov. Znatna prizadevanja za ploščadi s proizvodnjo in distribucijo goriva E85 so v teku in širi. [77] Trenutne Ford E100 Flex prodajajo na brazilskem trgu, so Courier, Ford Ecosport, Ford Fiesta, Ford Focus in Ford Ka.

### Električna vozila
Ford pričakuje, da bodo električna vozila predstavljala "bistveni del" v prihajajočem desetletju, bolj pomemben, kot je bil za avtomobilske proizvajalce, ko so se prenehali zanašati na džipe in terenska vozila (SUV). Tveganje je veliko, saj je Fordov pospešena naložba ravno v tem času, ko ameriška vlada zahtevna skokovit porast ekonomičnosti glede porabe goriva in je prednostno denar namenila za proizvajalce avtomobilov, ki sprejemajo nove tehnologije za varčevanje z gorivom.
Ford se bo povezal z Coulombovimi tehnologijami, ki mu bo zagotovil skoraj 5.000 prosto-domačih polnilnih postaj za nekatere od prvih stranke prvih proizvajalcev električnih vozil, pod vodstvom Ford Blue Oval Charge Point Program.

### Hibridna električna vozila
Glavni članek:
Hibridna električna vozila
V letu 2004 sta Ford in Toyota podpisala patentni sporazum, pri katerem daje  Ford dostop do nekatere  hibridne tehnologije, ki jo je patentirala Toyota; v zameno pa je Ford dal licenco Toyoti pri nekaterih  lastnih patentih.V letu 2005 Ford predstavil hibridno-električni pobeg. S tem vozilom je bil ford tretji na avtomobilskem trgu s hibridno-električnim vozilom in prvi na hibridno-električnem SUV trgu. To je bilo tudi prvo hibridn-električno vozilo s prilagodljivo gorivno sposobnostjo  delovati na E85. Mercury Mariner  partner platforme tako imenovanega pobega je razpolagala tudi z modelom električno-hibridnega sistema v letu 2006 – polno leto pred predvidenim rokom. Podobno bo tudi Mazda Tribute prejela hibridno- električne pogonske možnosti, skupaj z veliko drugih vozil v vrstici za vozila Ford.
V letu 2005 je Ford napovedala cilj-narediti 250.000 hibridov na leto do leta 2010, vendar je do sredine 2006 napovedal, da ne bo mogel izpolniti ta cilj zaradi pretirano visokih stroškov in pomanjkanja dobav-električno-hibridni baterij in dovozne sistemske komponente. Namesto tega  se je Ford zavezal  k pospeševanju razvoja naslednje generacije-električno-hibridnih elektrarn v Veliki Britaniji, v sodelovanju z Volvom. Ta tehnika študija pričakuje, da bo pridelanih več kot 100 novih modelov hibridno-električnih vozil in derivatov.
Septembra 2007 je Ford napovedal partnerstvo z Southern California Edison (SCE). Preučili bodo kako  bo vstavni  hibrid delovala v električnem omrežju. Pod več milijonov dolarjev, večletni projekt, bo Ford prikazal predstavitev  Ford Escape vstavnega hibrida  in SCE bo ocenila, kako lahko ima vozilo interakcijo z domom in ima v korist električno omrežje . Nekaj vozil bodo vrednoteni glede na "tipične  nastavitve kupca", po Ford.
12. Junija 2008 bo USDOE razširil svojo floto alternativnega goriva in napredne  tehnologijo vozil z dodatkom Ford Escape Plug-In Hybrid Flex-Fuel vozila. Vozilo je opremljeno z 10-kilovat (13 km) litij-ionske baterije, ki je opremljen z  Johnsonovim kontrolerje, ki shranjuje dovolj električne energije za vožnjo do 30 milj (48 km) pri hitrostih do 40 mph (64 km/h)
Marca 2009 je bila lansirana Fordova  hibridna različica Ford Fusion hibrid-a in Mercury Milan Hybrid-a v ZDA, oba kot modela 2010.
Sedanja in načrtovana Fordova hibridno- električna vozila vključujejo Ford Escape Hybrid (2004-sedanjost), Mercury Mariner (2006–danes), Ford Fusion hibrid/Mercury Milan (2009–sedanjost) in Ford/Lincoln rob MKX (2009/10–sedanjost).

### Povsem električna vozila
Ford je končal tako imenovani Think City eksperiment in ukazal, da morajo biti vsi avtomobili uničeni in odvzeti.Prav tako morajo biti vsi zaporošeni lizingi odklonjeni.Po ogorčanju s strani zakupnikov in aktivistov v ZDA in na Norveškem je Ford vrnil avtomobile v prodajo na Norveško .
Bill Ford je bil eden od prvih v  vrhu industrijskega vodstva, ki je uveljavil redno uporabo baterije električnih vozil, Ford Ranger EV. Medtem pa je podjetje  sklenjilo pogodbo z Poštnimi storitvami v ZDA za zagotavljanje električnih poštnih kombijev, ki so temeljili na platformi Ranger EV.
Ford je  prekinil linijo električnih Ranger pickup tovornjakov in jim ukazal uničenenje, čeprav se je to obrnilo v januarju 2005, po okoljevarstvenih protestih.
Severno-ameriški Focus je eletrični avtomobil  temelji na naslednji generaciji avtomobila Focusa na gorivo. Ta pretvarja  električni pogonski sistem v proizvodnji  EV Magna International, in je načrtovana, da se je začela v poznih 2011. Ford načrtuje, da imajo 10.000 Focus  elektičnih avtomobilov  na cesti v poznih 2011 v partnerstvu z Magna International  in bo globalno vozilo, ki bo prodano na treh ključnih trgih Severne Amerike, Evrope in Azija-Pacifik. Focusovi elektronski avtomobili imajo največji doseg -približno 160 kilometrov ali 100 km in največjo hitrostjo približno 120 + kilometrov ali 75 + km/h.
Sedanja in načrtovana električna vozila Ford vključujejo vse:električni Transit Connect (2010–sedanjost), Ford Focus EV (2011–sedanjost), C-MAX Energi (v prodaji od tretjega četrtletja 2012) in Ford Fusion EV (v prodaji od tretjega četrtletja 2012).
Fordovi akumulatorskega- električnega vozilo (BEV) demonstranti so vključeni v britanski projekt, ki je del vlade Združenega kraljestva, z vozilom brez ogljika v Focus BEVs . Demonstratorji te flote se delno razvijajo s pomočjo javnih sredstev vladinega tehnološko- strateškega odbora (TSB), ki spodbuja inovativno vodene projekte, ki zmanjšujejo CO2  glede na prometni sistem v Združenem kraljestvu.

### Vodik
Ford nadaljuje s preučevanjem gorivnih celic z električnim pogonskih sklopom in je predstavil motor z notranjim zgorevanjem katerega poganja vodik kakor tudi novo tehnologijo naslednje generacije elektro-hibridnih sistemov. V primerjavi z navadnimi vozili hibridna oz vozila na fosilna goriva zmanjšujejo onesnaževanje zraka prav tako pa tudi hrup ob ugodnih učinkih za zdravje dihal.
Ford je začel s proizvodnjo vodkiovih avtobusov, ki uporabljajo namesto bencina vodik v standardnem motorju z notranjim zgorevanjem, ki se uporabljajo na letališčih in kongresnih centrih. Na Greater Los Angeles avto šovu leta 2006 je Ford predstavil vodikovo verzijo avtomobila Explorer terenca. Explorer na gorivne celice ima kombinirano moč 130 kW. Ima velik vodikov rezervoar, ki je vgrajen v center vozila, tam kjer je bil prej pri prejšnjem modelu vgrajen avtomatski menjalnik. Center rezervoarja dovoljuje, da lahko vozilo opravi 563 kilometrov, kar je največja razdalja do sedaj. Explorer na gorivne celice je prvi v nizu prototipov, ki je delno sofinanciran s strani ameriškega ministrstva za energetiko, da si prizadeva ugotoviti izvedljivost tovrstnih vozil. Explorer na vodikov pogon je eden izmed številnih vozil z zeleno tehnologijo, ki je bil predstavljen na losangeleškem šovu vključno z Fordovim Escape hibridom, PZEV emisijsko adekvantnem Fusion in Focus modelom in Fordova F serija z letnico izdelave 2008 s Fordovo tehnologijo čistega dizelskega goriva.